# Pedro Morales
Pedro Antonio Morales (Culebra, 22 ottobre 1942 – Perth Amboy, 12 febbraio 2019) è stato un wrestler portoricano.
Iniziò la sua carriera da wrestler nel 1959 a 17 anni e finì intorno alla metà degli anni ottanta.
Il primo match di Pedro Morales fu contro Buddy Gilbert, con vittoria del primo. Pedro Morales divenne il primo wrestler ispanico a diventare WWWF World Heavyweight Champion, conquistando il titolo l'8 febbraio 1971. Perse il titolo quasi tre anni dopo, il 1º dicembre 1973 contro Stan Stasiak. Ha anche conquistato il WWF Intercontinental Championship per due volte ed il WWF Tag Team Championship con Bob Backlund. Fino al 1992 è stato l'unico uomo ad aver detenuto tutti e tre i titoli della WWF e per questo è ricordato anche come il primo Triple Crown Champion della storia.
Morales fece l'unica sua apparizione a WrestleMania nel 1986 quando partecipò ad una 20-man invitational battle royal a WrestleMania 2.
Pedro Morales è stato il primo ispanico e il primo portoricano ad essere introdotto nella WWF Hall of Fame nel 1995.

## Carriera
Morales debuttò nel 1959 al Sunnyside Gardens, sconfiggendo Buddy Gilbert. Lottò in seguito prevalentemente sulla costa occidentale degli Stati Uniti, scontrandosi con wrestler come Fred Blassie e The Destroyer, e da quest'ultimo vinse il titolo World Heavyweight Championship della World Wrestling Association, il 12 marzo 1965. Morales perse la cintura il 23 luglio contro "Crazy" Luke Graham, ma fu in grado di rivincerla indietro da Graham il 17 ottobre seguente. Morales restò campione per nove mesi prima di essere sconfitto da Buddy Austin il 5 agosto 1966. Pedro si concentrò allora sulla divisione tag team, vincendo le cinture di coppia WWA per quattro volte tra il 1966 e il 1968, con quattro partner differenti: Luis Hernandez, Mark Lewin, Victor Rivera, e Ricky Romero. Durante un passaggio nella National Wrestling Alliance (NWA), Morales detenne il titolo Hawaiian U.S. title per due mesi nel corso del 1969.

### World Wide Wrestling Federation (1970–1973)

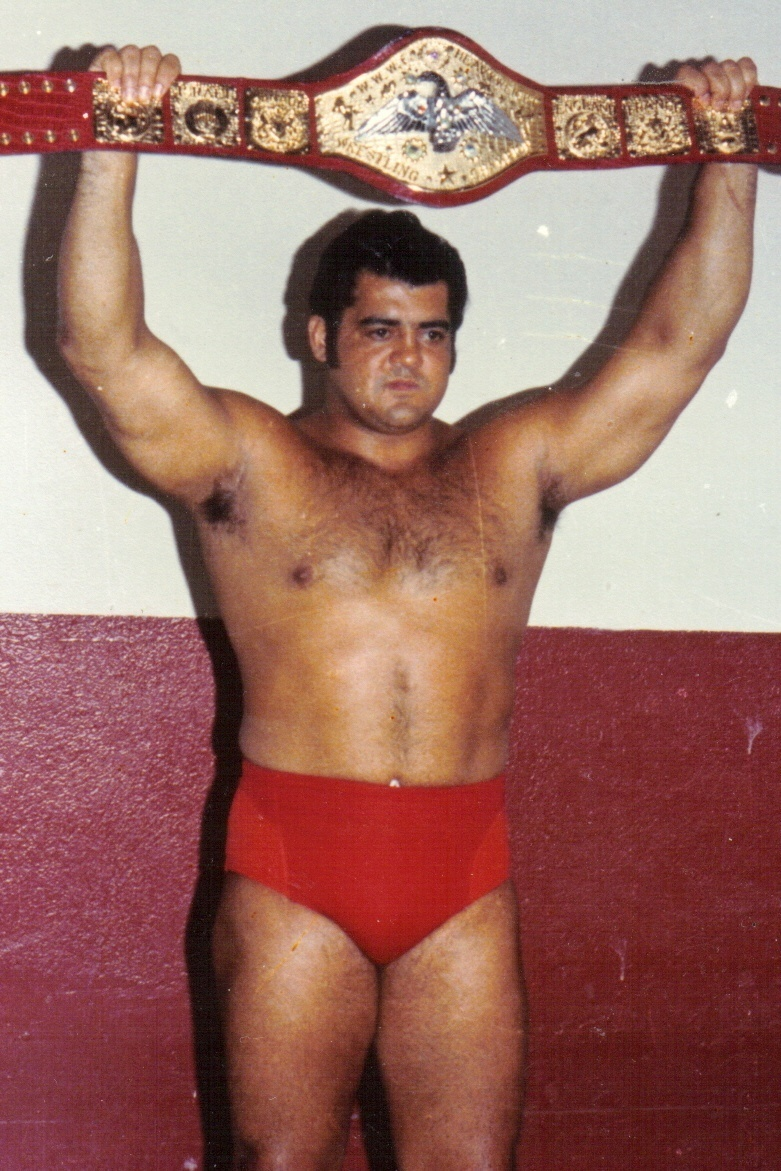
Morales con il WWWF Heavyweight Championship

Nel 1970, Morales entrò nella World Wide Wrestling Federation (WWWF, ora conosciuta come World Wrestling Entertainment). Vinse il primo titolo in WWWF nel gennaio 1971, sconfiggendo Freddie Blassie nella finale di un torneo indetto per l'assegnazione del titolo WWWF United States Championship.

#### WWWF World Heavyweight Champion
Come personaggio face, Morales non poteva scontrarsi con altri beniamini del pubblico come Bruno Sammartino, che era all'epoca l'indiscusso campione mondiale WWWF World Heavyweight Champion. L'opportunità di accedere al titolo arrivò il 18 gennaio 1971 quando Ivan Koloff pose fine al regno da campione di Sammartino durato ben sette anni. Tre settimane dopo, l'8 febbraio, Morales incontrò Koloff in un match con in palio la cintura al Madison Square Garden e vinse la contesa diventando il quarto Heavyweight Champion nella storia della WWWF. Quando vinse la cintura WWWF World Championship, quella di United States Champion da lui detenuta anch'essa venne resa vacante.
Morales si dimostrò un campione molto popolare, specialmente presso la comunità portoricana di New York. Come Sammartino prima di lui, Morales fu un vero e proprio campione etnico. Divenne celebre per la sua tecnica sul ring e per la capacità di incassare i colpi, e naturalmente per il focoso "temperamento latino" che veniva fuori durante i suoi match. Durante il regno da campione, Morales ebbe un lungo feud con Freddie Blassie, sfidante numero uno al titolo.
Il 1º settembre 1972, Morales lottò contro Bruno Sammartino nel main event dello show Showdown at Shea, e fu questa la prima volta in cui due "buoni" si scontravano per la cintura di campione WWWF. Dopo diversi tentativi di schienamento da entrambe le parti, l'incontro terminò in parità dopo 70 minuti di lotta.
Dopo un regno da campione durato quasi tre anni, Morales cedette il titolo a Stan Stasiak il 1º dicembre 1973 alla Philadelphia Arena. Dopo la sconfitta scomparve lentamente dalla WWWF.

### National Wrestling Alliance (1974–1980)
Dopo aver lasciato la WWWF, Morales lottò in altre federazioni sia negli Stati Uniti che a Porto Rico, incluso un ritorno nella NWA dove rivinse la cintura di campione di coppia insieme a Pat Patterson prima e a Rocky Johnson dopo.

### World Wrestling Federation (1980–1987)
Nel maggio 1980, Pedro tornò in WWF. Aggiunse un altro titolo in bacheca quando il 9 agosto vinse in coppia con Bob Backlund le cinture tag team sconfiggendo i Wild Samoans a Showdown at Shea 1980. Backlund e Morales furono però costretti a rendere vacanti le cinture a causa della regola che non permetteva ad un campione mondiale in carica (Backlund) di detenere altre cinture.

#### WWF Intercontinental Champion
L'8 dicembre 1980, Morales vinse per la prima volta in carriera il titolo Intercontinentale WWF battendo Ken Patera al Madison Square Garden. La vittoria lo fece diventare "Triple Champion" dato che in precedenza era già stato campione di coppia e campione mondiale WWF. Morales ebbe poi un feud con "Magnificent" Don Muraco durante il 1981, e nel corso della faida perse il titolo il 20 novembre per poi riconquistarlo subito dopo il 23 novembre. Grazie a questa vittoria, Morales diventò il primo uomo a detenere la cintura Intercontinentale per due volte, e a restare campione per 14 mesi, il regno da campione più lungo fino a quel punto. Durante il secondo regno, Morales difese la cintura contro gli assalti di Don Muraco e di "Superstar" Billy Graham. Fu comunque Muraco, alla fine a riuscire a strappargli il titolo, sconfiggendolo il 22 gennaio 1983.
Nel giugno 1983 Pedro si recò a Puerto Rico e vinse il WWC North American Title battendo Buddy Landel per poi riperderlo nel gennaio 1984 contro Sweet Daddy Siki. Morales riconquistò il titolo a marzo ma poi lo perse definitivamente contro Randy Savage nel settembre dello stesso anno. Quindi Morales tornò nuovamente in WWF. Pedro non vinse più nessun altro titolo in WWF e la sua stella sembrò offuscarsi un po' rispetto alle nuove stelle emergenti come Hulk Hogan. Prese parte al torneo King of the Ring '85, sconfiggendo Johnny Valiant e perdendo contro Don Muraco. L'anno seguente, sconfisse Rudy Diamond, Mike Rotundo e Nikolai Volkoff prima di perdere la finale contro Harley Race. Infine, nel 1986 fece la sua unica partecipazione a WrestleMania lottando in una 20-man invitational battle royal nel corso di WrestleMania 2. Nel 1987 uscì dalla federazione.

### Ritiro
Dopo essersi ritirato dal ring, Morales divenne commentatore TV in lingua spagnola per la WWF.

## Morte
Morales, da tempo affetto dalla malattia di Parkinson, è deceduto il 12 febbraio 2019 all'età di 76 anni a Perth Amboy (New Jersey).

## Personaggio

### Mosse finali
- Boston Crab
- Top Rope Cannonball Splash

## Titoli e riconoscimenti
- 50th State Big Time Wrestling
  - NWA Hawaii Heavyweight Championship (1)
  - NWA Hawaii Tag Team Championship (3) – con Bing Ki Lee (1) e Ed Francis (2)
- American Wrestling Alliance
  - AWA San Francisco World Tag Team Championship (2) – con Pepper Gomez
- Cauliflower Alley Club
  - Other honoree (1994)
- Championship Wrestling from Florida
  - NWA Florida Southern Heavyweight Championship (1)
  - NWA Florida Television Championship (1)
  - NWA Florida Tag Team Championship (1) – con Rocky Johnson
- NWA San Francisco
  - NWA World Tag Team Championship (San Francisco version) (3) – con Pat Patterson (1) e Pepper Gomez (2)
- Professional Wrestling Hall of Fame and Museum
  - Classe del 2015
- Pro Wrestling Illustrated
  - Wrestler of the Year (1972)
  - 111º  tra i 500 migliori wrestler singoli secondo PWI Years (2003)
- World Wrestling Council
  - WWC North American Heavyweight Championship (2)
  - WWC World Tag Team Championship (1) – con Carlos Colón Sr.
- Worldwide Wrestling Associates
  - WWA World Heavyweight Championship (2)
  - WWA World Tag Team Championship (4) – con Luis Hernandez (1), Mark Lewin (1), Ricky Romero (1) e Victor Rivera (1)
- World Wide Wrestling Federation/World Wrestling Federation
  - WWF Intercontinental Championship (2)
  - WWF Tag Team Championship (1) – con Bob Backlund
  - WWWF Heavyweight Championship (1)
  - WWWF United States Championship (1)
  - WWF Hall of Fame (Classe del 1995)
  - 1º Triple Crown Champion
- Wrestling Observer Newsletter
  - Wrestling Observer Newsletter Hall of Fame (Classe del 2017)